# Второй дивизион шотландской Футбольной лиги
Второй дивизион шотландской Футбольной лиги (англ. The Scottissh League Second Division) являлся третьим в системе футбольных лиг Шотландии. В нём участвовали 10 команд, играющих в 4 круга, победитель выходил напрямую в первый дивизион, команды, занявшие места с 2 по 4 играли плей-офф с 9-м клубом первого дивизиона. С 10 места команда автоматически вылетала в третий дивизион, а занявшая 9 место играла плей-офф с 2-м, 3-м и 4-м клубами третьего дивизиона.
Упразднен в 2013 году после образования Шотландской профессиональной футбольной лиги, слиянием Шотландской Премьер-лиги и Футбольной Лиги Шотландии, и заменен Первой лигой.

## История
В 1893—1975 годах дивизион был вторым в системе футбольных лиг Шотландии. В 1975 с целью сократить количество клубов на дивизион, участники старых первого и второго дивизионов были распределены в Премьер-Лигу, новые первый и второй дивизионы.

## Победители Первого дивизиона
| Сезон   | Чемпион          | Вице-чемпион              |
| ------- | ---------------- | ------------------------- |
| 1998-99 | Ливингстон       | Инвернесс Каледониан Тисл |
| 1999-00 | Клайд            | Аллоа Атлетик             |
| 2000-01 | Партик Тисл      | Арброт                    |
| 2001-02 | Куин оф зе Саут  | Аллоа Атлетик             |
| 2002-03 | Рэйт Роверс      | Брихин Сити               |
| 2003-04 | Эйрдрионианс     | Гамильтон Академикал      |
| 2004-05 | Брихин Сити      | Странраер                 |
| 2005-06 | Гретна           | Гринок Мортон[b]          |
| 2006-07 | Гринок Мортон    | Стерлинг Альбион          |
| 2007-08 | Росс Каунти      | Эйрдрионианс[a]           |
| 2008-09 | Рэйт Роверс      | Эйр Юнайтед               |
| 2009-10 | Стерлинг Альбион | Аллоа Атлетик[b]          |
| 2010-11 | Ливингстон       | Эйр Юнайтед               |
| 2011-12 | Кауденбит        | Арброт[b]                 |
| 2012-13 | Куин оф зе Саут  | Аллоа Атлетик             |

a.↑ Эйрдрионианс проиграл в плей-офф, но был повышен из-за понижения Гретны в Третий дивизион, и последующего её расформирования.

b.↑ Команда не смогла получить повышение через плей-офф.